# 圣乔治角海战
圣乔治角海战（Battle of Cape St. George）是1943年11月26日一场发生于布干维尔岛水域，在日本和美国舰队之间爆发的海战。这也是在所罗门群岛海域进行的最后一场海战。在这场海战中，由阿利·伯克上校率领的五艘美国海军驱逐舰拦截了五艘日本海軍驅逐艦的舰队，这支日军舰队已在岛上卸下增補物資，正从布卡岛回到拉包尔。在随后的海战中，日本三艘驱逐舰被击沉、一艘受损，美军没有损失。此役被美國海軍戰爭學院稱為「幾近完美的海戰」。

## 背景
1943年10月，所罗门群岛战役已接近尾声。11月1日，美军在布干维尔岛上登陆，威胁到了位于布干维尔北部布卡岛上的日本基地。日本海军用3艘驱逐舰运载900名陆军官兵前往该岛增援，並撤走該島的700名海軍航空兵，同時2艘驱逐舰在海軍大佐香川清登的指挥下護航。
美国海军获悉此行动后，调集了5艘弗莱彻级驱逐舰（查爾斯·奧斯本號、克萊克斯頓號、戴森號、康佛斯號、史班斯號），在阿利·伯克上校的指挥下前往拦截日本舰队。

## 战斗经过

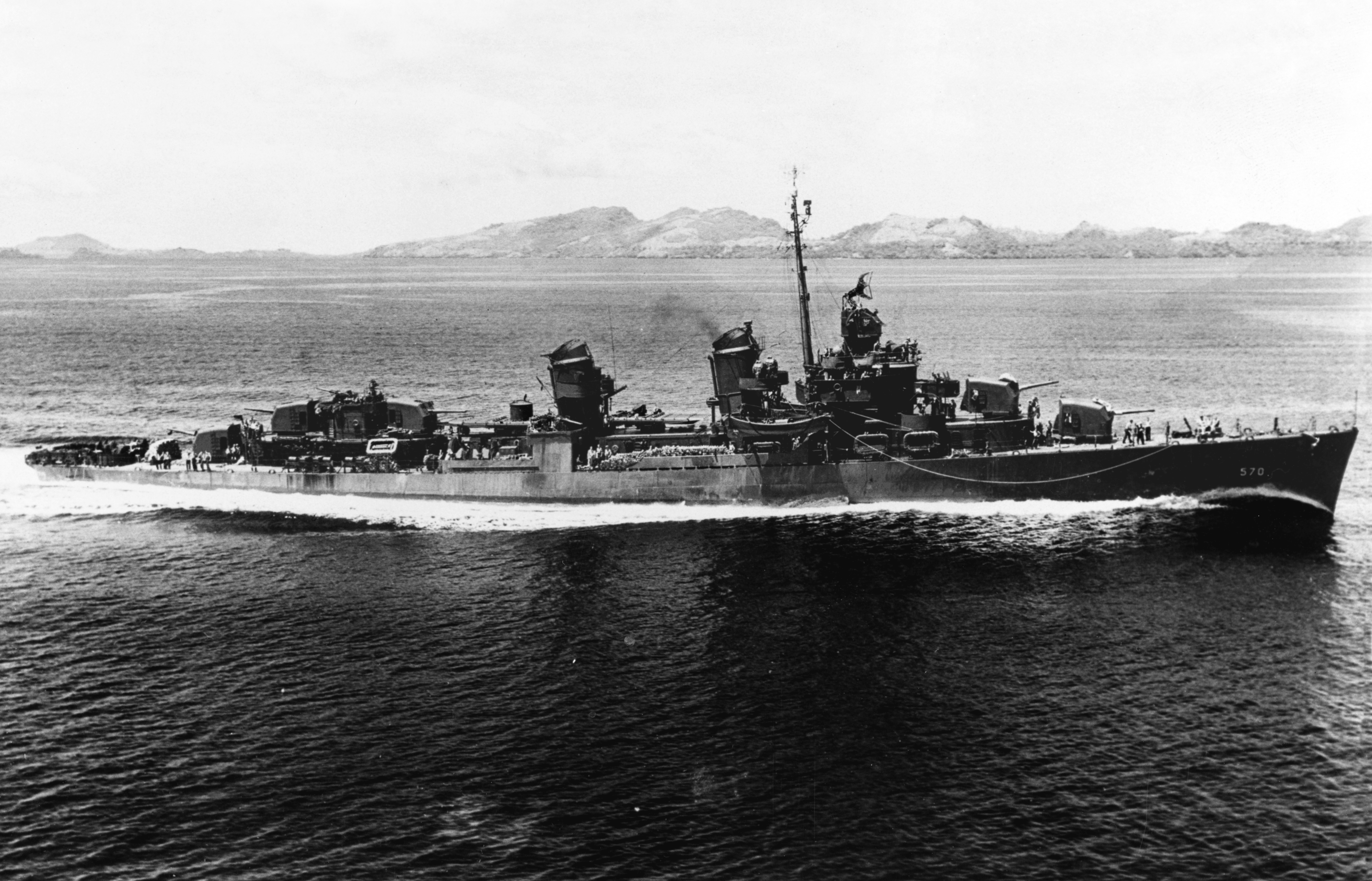
美国查尔斯·奥斯本号驱逐舰（DD-570）在所罗门海域

日本舰队在布卡岛卸载了兵员和补给品后，又装载了一些海军人员返回拉包尔。1时40分，美军雷达发现日本舰队。由于拥有雷达优势，美艦得以接近日本舰队而不被对方发现。1时55分，美军发射鱼雷。日军旗舰大波號被数枚鱼雷命中，当即沉没，香川大佐及吉川艦長阵亡。另一枚鱼雷击中卷波號，使其失去战斗力，随后被炮火击沉。其余三艘运兵的驱逐舰四散奔逃。伯克下令追击夕雾號，于3时30分左右用炮火将其击沉。

## 后續
圣乔治角海战标志着持续长达一年之久的东京快车行动的终结，也宣告了日本在所罗门群岛战役中的失败。美国的雷达技术在这一系列的海上交锋中扮演了重要的角色。在圣乔治角海战之后的半年时间里，太平洋战场再未发生海战，直到1944年6月的菲律宾海海战为止。
小威廉·海爾賽上將將此役稱為「太平洋的特拉法加海戰」。美國海軍戰爭學院多年來將此役當成教材，院長威廉·派伊海軍中將稱其為「幾近完美的海戰」。

## 命名
美国海军提康德罗加级导弹巡洋舰“圣乔治角”号飛彈巡洋艦 (CG-71)以这场战役命名，於1993年开始服役。